# Иаков и Иоанн Менюжские
Иаков и Иоанн Менюжские (Менюшские; ум. ок. 1569, деревня Верхний Прихон, Новгородская земля) — два малолетних брата, праведники православной церкви в Соборе Новгородских святых.
Память — 24 июня (7) июля, в 3-ю неделю по Пятидесятнице.
О братьях Иакове и Иоанне существует упоминание в Кратком сказании о святых XVIII века, записанное с устных легенд о них. Согласно ему, их родителей звали Исидор и Варвара, и вместе с ними жили два малолетних сына. Старшим из братьев был Иоанн пяти лет, а младшим — трёхлетний Иаков.  Убили мальчиков лиходеи, задумавшие ограбить жилье.
Год смерти является приблизительным. Первоначально братьев похоронили в приходской церкви святителя Николая, находившейся в Медведском погосте. Однако позднее гробы с их телами были обнаружены охотниками в лесу у Каменского озера, рядом с деревней Менюша. Гробы были возвращены в Никольскую церковь. Но после того как братья приснились охотникам с указанием перенести их тела в другое место на Менюше, братья были перезахоронены. После чего на этом месте появилась часовня.
У могилы Иакова и Иоанна происходили исцеления, в частности, монаха Макария, строителя Троицкого Менюжского монастыря в 1668—1684 годах. При Корнилии, митрополите Новгородском (1674—1695), были обретены мощи братьев, и тогда же Иаков и Иоанн были канонизированы. Автор Сказания определяет одного из братьев как невинно убиенного, а другого — как мученика. Менюжский монастырь сгорел в 1780 году, на его месте потом был построен деревянный Свято-Троицкий храм, в котором к началу XIX века имелся придел в честь Иакова и Иоанна. Деревянный храм в 1837—1841 годах был заменён на каменный. В этом храме над могилой святых в 1859 году была поставлена медная посеребрённая гробница с изображением сюжета из Сказания.